# جو كامب
جو كامب (بالإنجليزية: Joe Camp)‏ هو كاتب ومنتج أفلام وكاتب سيناريو ومخرج أمريكي، ولد في 20 أبريل 1939 في سانت لويس في الولايات المتحدة.

## وصلات خارجية
- جو كامب على موقع IMDb (الإنجليزية)
- جو كامب على موقع ألو سيني (الفرنسية)
- جو كامب على موقع أول موفي (الإنجليزية)
- جو كامب على موقع قاعدة بيانات الأفلام السويدية (السويدية)
- جو كامب على موقع إن إن دي بي (الإنجليزية)
- جو كامب على موقع قاعدة بيانات الفيلم (الإنجليزية)
- جو كامب على موقع كينوبويسك (الروسية)